# Prostomis papuana
Prostomis papuana is een keversoort uit de familie Prostomidae. De wetenschappelijke naam van de soort is voor het eerst geldig gepubliceerd in 1993 door Schawaller.